# Zapadnoafrički CFA franak
Zapadnoafrički CFA franak (francuski: franc CFA; portugalski: franco CFA / simbol: CFA; ISO 4217 kod: XOF) je službena valuta u osam država Zapadne Afrike - Beninu, Burkini Faso, Gvineji Bisau, Maliju, Nigeru, Obali Bjelokosti, Senegalu i Togu. Do 1960. godine je bio u uporabi u Gvineji, a do 1973. godine se koristio i u Mauritaniji te na Madagaskaru. Valuta pokriva područje koje je 2014. godine imalo 105,700,000 stanovnika, a 2018. godine je imalo kombinirani BDP od $128,600,000,000.
Akronim CFA znači Communauté Financière d'Afrique (hrvatski: Financijska zajednica Afrike) ili Communauté Financière Africaine (hrvatski: Afrička financijska zajednica). Valutu izdaje Centralna banka zapadnoafričkih država (BCEAO, Banque Centrale des États de l'Afrique de l'Ouest) koja ima sjedište u Dakaru, Senegal, za članove Ekonomske i monetarne unije Zapadne Afrike (UEMOA). Zapadnoafrički CFA franak nominalno se dijeli na centime, međutim denominacije centima nikada nisu kovane ili tiskane tako da u praksi ne postoje. 
Zapadnoafrički CFA franak po svojoj je vrijednosti jednak onom srednjoafričkom te se slobodno koristi u nekoliko zemalja Srednje Afrike. Obje valute se zajednički nazivaju CFA franak.

## Korištenje
| Država           | Uvođenje | Stanje       | Nova valuta        | Kod |
| ---------------- | -------- | ------------ | ------------------ | --- |
| Benin            | 1945.    | Aktualan     | N/A                | B   |
| Burkina Faso     | 1945.    | Aktualan     | N/A                | C   |
| Gvineja          | 1945.    | Ukinut 1960. | Gvinejski franak   | N/A |
| Gvineja Bisau    | 1997.    | Aktualan     | N/A                | S   |
| Madagaskar       | 1945.    | Ukinut 1973. | Malgaški arijari   | N/A |
| Mali             | 1945.    | Ukinut 1962. | Malijski franak    | D   |
| Mali             | 1984.    | Aktualan     | N/A                | D   |
| Mauretanija      | 1945.    | Ukinut 1973. | Mauretanska ouguja | N/A |
| Niger            | 1945.    | Aktualan     | N/A                | H   |
| Obala Bjelokosti | 1945.    | Aktualan     | N/A                | A   |
| Senegal          | 1945.    | Aktualan     | N/A                | K   |
| Togo             | 1945.    | Aktualan     | N/A                | T   |

## Vanjske poveznice
- (fr.) Union Economique et Monétaire Ouest Africaine (UEMOA) (Službena stranica Zapadnoafričkoga ekonomskog i monetarnoga fonda)
- (engl.) Novčanice Zapadnoafričkog CFA franka
- (engl.) Kovanice Zapadnoafričkog CFA franka